# Bioproducción
La bioproducción es la actividad humana que involucra el manejo simultáneo de múltiples especies de seres vivos con fines productivos. 
Los sistemas de bioproducción incluyen el manejo de especies animales, vertebradas e invertebradas, domésticas y no domésticas; así como especies vegetales de cualquier tipo, desde algas hasta árboles. Son sistemas de producción altamente diversificados en cuanto a los rubros y con elevada integración de los procesos; donde se fomentan los flujos de nutrientes entre los diferentes subsistemas; tomando en cuenta las características, potencialidades y limitaciones de los ecosistemas naturales que le sirven de sustento; en búsqueda permanente de que la productividad pueda ser sostenida a muy largo plazo.

## Objetivos de los sistemas integrados de bioproducción
Entre los objetivos de los sistemas integrados de bioproducción están los siguientes:
- Producir bienes de consumo con elevada eficiencia económica, ética ambiental y responsabilidad social.
- Producir con menores impactos ambientales que los sistemas de producción rurales que se basan en monocultivos.
- Combatir la pobreza en el medio rural.[2]
- Aprovechar de manera racional y sostenida los recursos localmente disponibles.
- Contribuir con la conservación de las especies de la flora y la fauna silvestres.

## Actividades que pueden incluirse en la bioproducción
En general, pueden incluirse todas las actividades relacionadas con la agricultura y la ganadería; pero además se pueden incluir actividades relacionadas con el manejo de especies no domésticas o cultivadas, como son la flora y la fauna silvestres. Entre las especialidades productivas que pueden formar parte de un sistema integrado de bioproducción están las siguientes:
| - Forrajicultura - Ganadería vacuna - Ganadería de búfalos - Ganadería equina - Ganadería caprina - Ganadería ovina - Ganadería porcina - Avicultura - Cunicultura | - Apicultura - Piscicultura o Acuicultura - Lombricultura - Fruticultura - Horticultura - Manejo de fauna silvestre - Zoocría - Plantación forestal |